# Кречарски занат
Кречарски занат је традиционална делатност добијања креча за грађевинске и друге потребе, термичком обрадом (печењем) камена кречњака на високим температурама. Овај занат један је од најстаријих и био је од фундаменталног значаја за народно градитељство све до појаве индустријских везива попут цемента. Процес је био физички изузетно напоран, дуготрајан и захтевао је велико искуство и вештину, како у изградњи саме пећи, тако и у вођењу процеса печења.

## Кречана (кречна пећ)
Централни објекат заната је кречана или кречна пећ. То је посебно конструисана пећ, најчешће укопана у падину брда или направљена у облику зарубљене купе од камена или цигле. Укопавање у земљу имало је двоструку улогу: олакшавало је пуњење пећи одозго и служило је као природна изолација која је помагала у одржавању високе температуре.
Кречана се састоји од:
- Ложишта (подеста), које се налази на дну и где се ложи ватра.
- Тела пећи, главног простора где се слаже камен.
- Отвора за пуњење на врху и отвора за ложење и вађење креча на дну.

## Процес добијања креча
Процес производње креча имао је неколико фаза које су захтевале прецизност и стрпљење.

### Припрема и слагање камена
Први корак био је проналажење и вађење квалитетног камена кречњака. Након тога, мајстори-кречари су слагали комаде камена у унутрашњост пећи. Ово је била најзахтевнија фаза – камен се морао сложити тако да формира стабилан свод изнад ложишта, који неће попустити током вишедневног горења. Између комада камена остављани су канали који су омогућавали струјање врелог ваздуха кроз целу пећ.

### Печење
Након слагања камена, кречана се пунила дрвима, најчешће буковим, која споро горе и дају јаку температуру. Ватра се палила и одржавала непрекидно, дању и ноћу, обично три до четири дана. Било је потребно достићи температуру од око 900 до 1.000 °C да би се из камена кречњака ($CaCO_3$) ослободио угљен-диоксид ($CO_2$) и добио тзв. негашени (живи) креч ($CaO$). Искусни мајстори су по боји дима или усијаног камена знали када је процес завршен.

### Гашење креча
Након што се пећ охладила, вадио се печени камен – негашени креч. Овај креч је био веома реактиван. Процесом гашења, односно додавањем воде, негашени креч је реаговао бурно, ослобађајући велику количину топлоте, претварајући се у гашени креч ($Ca(OH)_2$). Гашени креч, у виду густе пасте или "кречног млека", био је спреман за употребу.

## Употреба креча
Гашени креч је у традиционалној култури имао широку примену:
- У грађевинарству: Као основно везиво за малтер при зидању кућа и других објеката.
- За дезинфекцију: За кречење (бојење) унутрашњих и спољашњих зидова кућа, штала и подрума, јер његова алкалност уништава микроорганизме.
- У пољопривреди: За смањење киселости земљишта и заштиту стабала воћака од штеточина (кречење стабла).

## Кречарство у Србији
Кречарски занат био је распрострањен у свим крајевима Србије богатим кречњаком. Често је био сезонски посао којим су се бавиле читаве породице или задруге.

#### Кречарски занат у Заплању
Једно од подручја где је овај занат био изузетно развијен и добро документован је Заплањски крај у југоисточној Србији. Кречарство у Заплању имало је своје специфичности, а производи су продавани на пијацама у Нишу и околним местима. Овај занат је уписан у Национални регистар нематеријалног културног наслеђа Србије.

## Замирање заната
Појавом индустријски произведеног цемента и готових боја за зидове током 20. века, потражња за традиционално произведеним кречом је нагло опала. Данас је кречарски занат готово угашен и њиме се бави тек понеки ентузијаста, углавном за потребе рестаурације старих објеката или за сопствене потребе.